# Прочухан

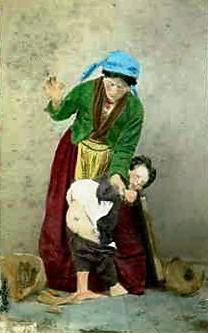
Картина Ґеорґа Конрада (1827—1889)

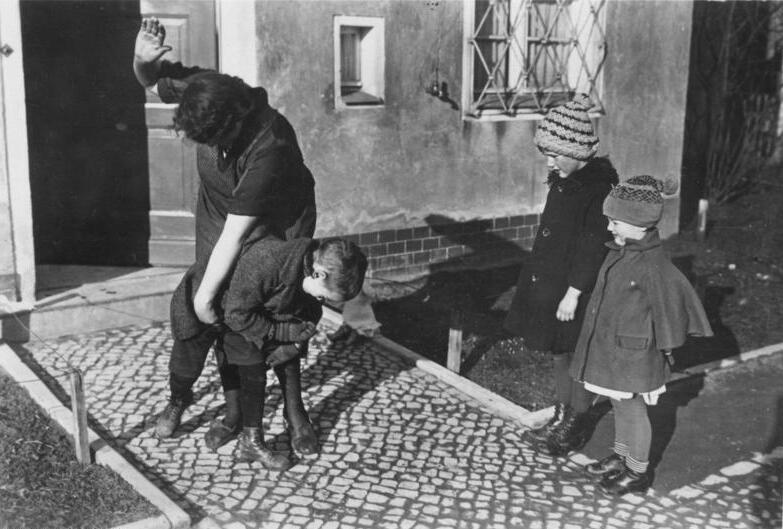
Німеччина, 1935 р.

Прочухан — вид тілесних покарань, що полягає в нанесенні ударів по сідницям долонею або якимось плоским предметом - спеціальним педдлом, ременем, масажною щіткою для волосся (тильною стороною), ракеткою для настільного тенісу, кухонною лопаткою, великою ложкою, підошвою м'якого взуття і так далі.
Ляпання є поширеним способом покарання дітей їх батьками за будь-які проступки в різних країнах
При цьому суворість покарання може бути різною - від одного легкого, символічного ляпаса, до безлічі досить болючих ляпасів
Дослідженнями встановлено, що:
- Дівчат шльопають частіше, ніж хлопців
- найчастіше шльопають дошкільнят;
- батьки з нижчим доходом шльопають дітей частіше, ніж батьки з вищим доходом;
- більш освічені батьки шльопають дітей рідше;
- релігійні консерватори шльопають дітей частіше;
- батьки з деяких етнічних і культурних груп шльопають дітей частіше за інших.

Країни, де безпосередньо законодавчо заборонені будь-які тілесні покарання дітей

З 1979 р. по 2024 р. будь-які тілесні покарання дітей будь-ким були прямо заборонені законом у 66 країнах.
Ляпання по сідницях спричиняють приплив крові до області малого таза, що може викликати сексуальне збудження. Це, укупі з різними психологічними факторами, що супроводжують тілесні покарання, є причиною того, що ляскання може використовуватися в еротичних іграх, а в більш жорстких та ритуалізованих формах воно є поширеною формою садомазохізму (див. Спанкінг).